# Viva La Vida (альбом Fancy)
Viva La Vida — шестнадцатый студийный альбом немецкого поп-певца Fancy, выпущенный 1 декабря 2023 года. Продюсером альбома стал известный музыкант и аранжировщик Луис Родригес, который ранее был звукоинженером Дитера Болена.
Второй альбом Fancy в жанре итало-диско.
Из альбома было выпущено два сингла — «Viva La Vida» и «Bonnie & Clyde».

## История
В 2021 году Fancy решает вернуться на сцену, но уже в другом амплуа, а именно попробовать исполнять композиции в жанре итало-диско. Продюсером и звукорежиссером артиста стал Луис Родригес.
Первым альбомом Fancy в жанре итало-диско стал альбом Masquerade Les Marionettes, выпущенный в 2021 году и ставший самым успешным альбомом певца.
После выпуска Masquerade Les Marionettes артист продолжил продвигаться в направлении итало-диско и в 2022 году выпустил новую версию композиции «Running Man», ранее выпущенной в альбоме All My Loving. А в августе 2023 года Fancy представил новую песню под названием «Viva La Vida» вместе с клипом.
В октябре того же года певец на своем официальном Ютуб-канале выложил ролик, где были представлены отрывки из песен из нового альбома, а также дата выхода. 1 декабря состоялся релиз альбома.
Композиция «I Found A Rainbow» была исполнена совместно с Лиан Росс.
В январе 2024 года вышел второй сингл из альбома «Bonnie & Clyde» и клип на него.

## Таматика песен
Тематика композиций альбома достаточно разнообразна: помимо композиций про любовь, которых большинство в альбоме, Viva La Vida содержит и песни на тему победы и достижения целей («Viva La Vida», «Feel the Heat»), единства, дружбы и солидарности («Brothers & Sisters», «Amigo»). В композиции «Bonnie & Clyde» любовь двух главных влюбленных героев сравнивается с любовью известных американских грабителей Бони и Клайда.

## Трек-лист
| №                   | Название                              | Длительность |
| ------------------- | ------------------------------------- | ------------ |
| 1.                  | «Viva la Vida (Radio Edit)»           | 2:51         |
| 2.                  | «My Heart Is Cold as Ice»             | 3:54         |
| 3.                  | «Feel the Heat»                       | 2:59         |
| 4.                  | «Brothers & Sisters»                  | 3:12         |
| 5.                  | «I Found a Rainbow (feat. Лиан Росс)» | 4:18         |
| 6.                  | «Bonnie & Clyde»                      | 3:19         |
| 7.                  | «Lucky Guy»                           | 3:02         |
| 8.                  | «No Ordinary Love»                    | 5:51         |
| 9.                  | «Amigo»                               | 3:28         |
| Общая длительность: | Общая длительность:                   | 51:07:02     |

### Бонусные треки
- Viva la Vida (Extended)
- My Heart Is Cold as Ice (Extended)
- Amigo (Extended)

## Синглы
- 2023 Viva la Vida
- 2024 Bonnie & Clyde

## Клипы
- Viva la Vida
- Bonnie & Clyde
- Viva La Vida (Extended Version)